# Акарни
Акарни або Акарне ([əˈkɑr.niː] ; дав.-гр. Ἀχαρναί) були демом стародавньої Аттики . Це була частина phyle Oineis.
Акарни, за Фукідідом, були найбільшою демою в Аттиці. У четвертому столітті до нашої ери 22 з 500 членів ради походили з Акарни, більше, ніж з будь-якої іншої деми.

## Назва
Топонім Ахарни, швидше за все, має догрецьке походження, подібний до інших топонімів по всій Аттиці. У давнину вважалося, що назва походить від слова acharna (ἀχάρνα) або acharnos (ἀχαρνός), що означає морський окунь, через форму рівнини, на якій Акарни виглядали як риба. Інша думка полягала в тому, що назва походить від Ахарнаса, одного з міфічних героїв з Аттики і передбачуваного засновника міста.

## Розташування
Акарни були розташовані в західно-північно-західній частині Аттичної рівнини, в 60 стадіях на північ від Афін, на південь від гори Парнес. Місце Акарни розташоване на південному заході від Меніді (перейменовано на сучасний Ахарнес). Саме з лісів цієї гори акарняни отримали можливість здійснювати ту торгівлю деревним вугіллям, якою вони були відомі серед афінян. Їхня земля була родюча; їх населення було грубим і войовничим; і вони надали на початку Пелопоннеської війни 3000 гоплітів, або десяту частину всієї піхоти республіки. Вони володіли святилищами або вівтарями Аполлона Агієя, Геракла, Афіни Гігієї, Афіни Гіппії, Діоніса Мельпомена та Діоніса Кісса, так звані, тому що акарніанці сказали, що плющ вперше виріс у цій демі. Одна з п'єс Арістофана носить ім'я Акарняни.

## Історія
Найдавніші підтверджені свідчення постійного проживання на цій території датуються неолітом.
Протягом мікенського періоду в епоху грецької бронзи ця територія постійно була заселена. Поблизу Лікопетри була виявлена гробниця мікенського толоса, а сліди іншої гробниці бронзового віку були знайдені в районі, який сьогодні називається Немезида. Багато археологічних звітів стверджують, що по всій території було проведено кілька розкопок гробниць, які вказують на можливість того, що Акарни, можливо, були політично незалежним регіоном у той період.
Найбільша кількість археологічних свідчень датується класичним та елліністичним періодами (5-2 століття до нашої ери). Він складається здебільшого з кладовищ, знайдених по всій території, частин стародавньої мережі доріг деми, а також частин гідравлічної інфраструктури 4 століття до нашої ери. Чимало відомостей про суспільне та приватне життя місцевих жителів того періоду дають залишки дорожньої мережі.
На першому етапі Пелопоннеської війни лакедемонська (спартанська) армія вторглася в афінську батьківщину Аттику під командуванням царя Архідама II, просунувшись до Акарн, коли державний діяч Перікл зібрав громадян Аттики у стінах Афін. Спартанська армія спустошила дему та її лісове господарство, розбив у ньому ряд таборів, сподіваючись витягнути афінян до битви, де спартанці мали б перевагу. Повне знищення Акарн і залишення храму Ареса, святилища великого значення в демі, призвели до войовничого зображення його громадян. Помітно, що Арістофан зобразив акарнян у своєму творі « Лісістрата» як жорстоких загарбників. Згідно з Фукідідом, дема пропонувала армію з 3000 гоплітів, що становило 1/10 загальної афінської армії, хоча історики вважають цю інформацію помилковою — існувала аналогія з 42 вільними громадянами на кожного політика дема згідно з афінським конституції, тож кількість гоплітів, яку могли запропонувати Акарни, становила лише 1000.
Після Пелопоннеської війни та під час громадянської війни в Афінах розпочалася велика битва в цьому районі між демократичними повстанцями Трасібула та силами Тридцяти тиранів, нав'язаних Спартою. Трасібул зіткнувся з усією спартанською гвардією міста з силами лише 700 чоловік і 2 кавалерійських дивізій, які намагалися перервати постачання. Битва була переможною для демократів, які відігнали ворога і вбили близько 120 з них.

## Економіка
Акарняни вирощували переважно зернові культури, виноград, оливки. Ахарни були центром афінської вугільної промисловості, а хор комедії Арістофана «Ахарни» складається з вугільників. Піндар характеризує їх як особливо хоробрих. Толоська гробниця в Меніді свідчить про те, що Акарни колись були незалежними; храм Ареса пізніше був перенесений на афінську агору.
Осли з Акарни відзначалися своїми великими розмірами, можливо, в гуморі. Пейзандер, олігарх (fl. 429—411 рр. до н. е.), вихідець з деми, отримав прізвисько ὔνος ὔνος κανθήλιος («осел») принаймні з цієї причини.